# José Antonio Garcia
José Antonio Garcia  é um engenheiro de som mexicano. Como reconhecimento, foi nomeado ao Óscar 2019 na categoria de Melhor Mixagem de Som por Roma.